# Kosmos 16
Kosmos 16 – radziecki satelita rozpoznawczy. Statek typu Zenit-2 należący do programu Zenit, którego konstrukcja została oparta na załogowych kapsułach Wostok (czwarty w pełni udana misja). Prócz zdjęć wywiadowczych, satelita wykonywał również badania górnych warstw atmosfery, w tym promieniowania jonizującego. Kapsuła z negatywami opadła na terytorium ZSRR po 10 dniach. Misja powiodła się częściowo z powodu uszkodzenia systemu stabilizacji satelity.